# Laphria inaurea
Laphria inaurea är en tvåvingeart som beskrevs av Walker 1857. Laphria inaurea ingår i släktet Laphria och familjen rovflugor. Inga underarter finns listade i Catalogue of Life.